# Scola Ponentina
La Scola Ponentina, o Sinagoga Scuola Spagnola, è un antico luogo di culto ebraico di rito sefardita a Venezia che risale al XVI secolo.

## Storia

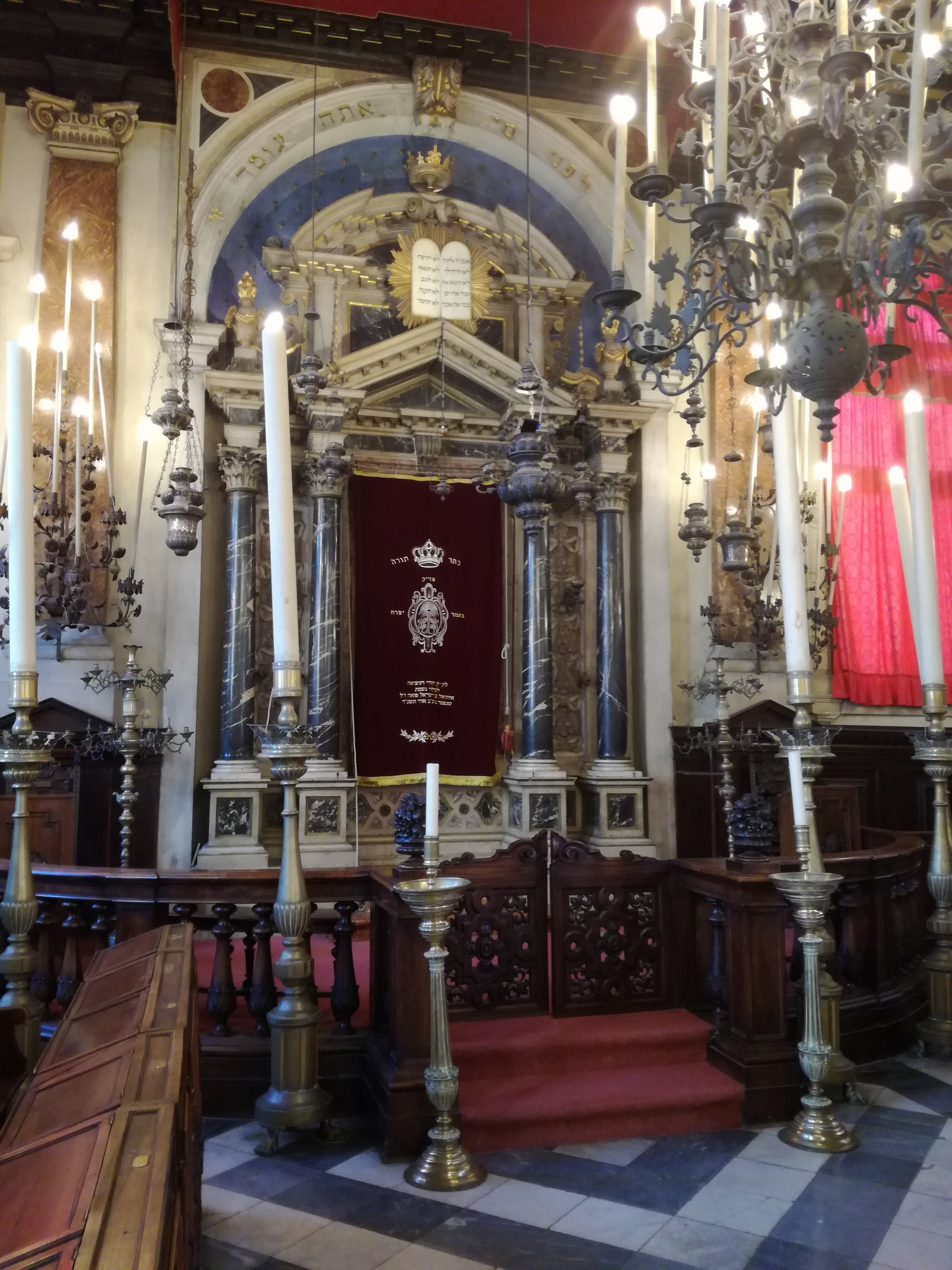
Interno

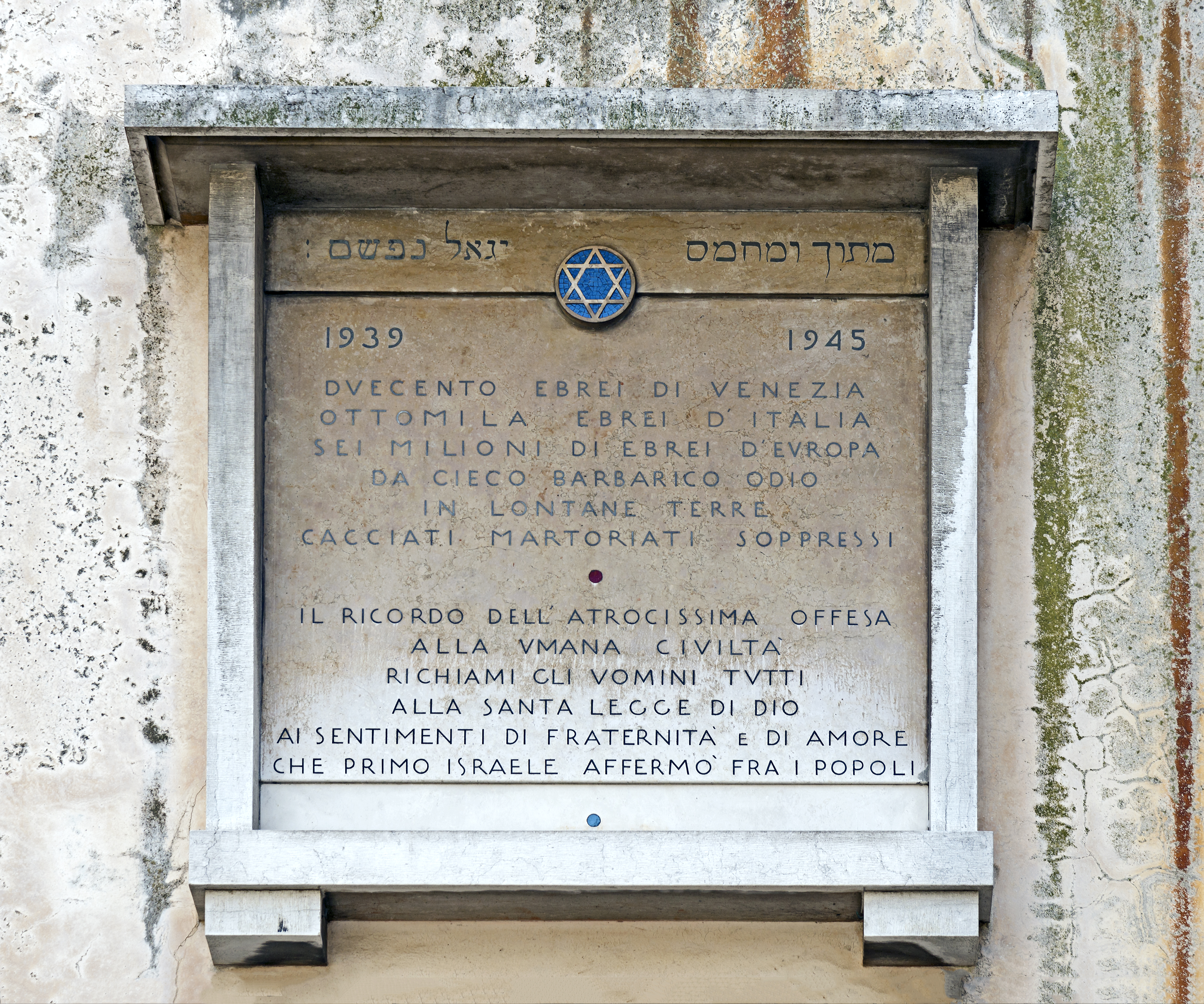
Epigrafe all'esterno che ricorda le deportazioni nei campi di sterminio degli ebrei di tutta l'Europa

La sinagoga, di rito sefardita, venne fondata nel 1581 poi fu oggetto di una quasi completa ricostruzione su progetto dell'architetto cittadino Baldassare Longhena.

## Descrizione
Questa e le altre sinagoghe caratterizzano le aree del ghetto veneziano nel sestiere di Cannaregio a Venezia. La loro presenza è discreta perché sono scarsamente riconoscibili dall'esterno. Solo le finestre, più ampie rispetto alle modeste aperture delle case, ne rivelano la presenza altrimenti mimetica con gli altri edifici in cui spesso sono inglobate. Invece entrandovi mostrano lo splendore di quanto ancora conservano.
La Scola si trova nel Campiello de le Scuole nella zona del Ghetto Vecchio, ed è la sinagoga di maggiori dimensioni dell'intero ghetto. La facciata esterna è relativamente semplice, disposta su tre piani. Il portale di accesso è posto in angolo e al piano nobile si aprono quattro grandi monofore con arco a tutto sesto. Dall'atrio si accede allo scalone che porta al piano della sala della sinagoga. Tradizionalmente la sala ha pianta rettangolare, con Bimah e Aron haQodesh disposti specularmente sulle pareti minori e le panche disposte lungo le pareti più estese.
Nel pianterreno dell'edificio sono conservate alcune attrezzature e arredi dell'antica scola Kohanim una sinagoga privata che un tempo si trovava nel Ghetto Novo.